# Yongpyong Ski Resort

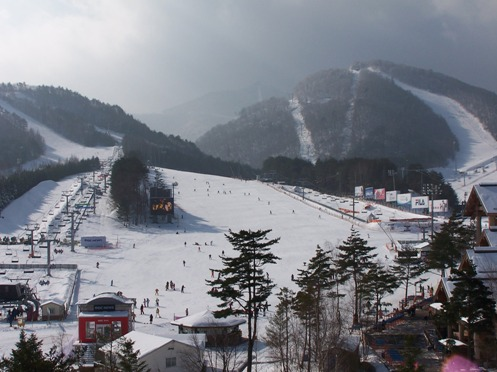
Das Yongpyong Ski Resort

Das Yongpyong Ski Resort (koreanisch 용평리조트 Yongpyeong Resort) ist ein Wintersportgebiet in Südkorea. Es befindet sich in Daegwallyeong-myeon, Pyeongchang, Gangwon-do.
Yongpyeong-myeon, eine nahegelegene Ortschaft (myeon), hat keinen Bezug zu diesem Resort. Yongpyong, das größte Ski- und Snowboardgebiet Südkoreas, wurde 1998 eröffnet. Über die Tongil Group gehört es der Vereinigungskirche, einer neuen religiösen Bewegung, die von Sun Myung Moon gegründet wurde.

## Infrastruktur
Die Wintersportsaison dauert von November bis Anfang April. Es gibt 31 Pisten, die nach Farben benannt sind, etwa Yellow, Mega Green, Pink oder Red, und 15 Anlagen, darunter eine Gondelbahn mit einer Länge von 3,7 Kilometern. Das Dragon Plaza ist die größte koreanische Skihütte. Der höchste Punkt des Gebiets ist die Dragon Zone auf 1458 Metern über Meer. Zusätzlich zum alpinen Skilauf hat das Resort in den Sommermonaten Golf im Angebot.

## Sportanlässe
Das Yongpyong Ski Resort war einer von drei Hauptaustragungsorten der Winter-Asienspiele 1999 in der Provinz Gangwon. In vier Saisons (1998, 2000, 2003 und 2006) fanden Weltcuprennen im Slalom und Riesenslalom statt. Auch der alpine Weltcup im Behindertensport war zu Gast. Das Resort führte außerdem die Biathlon-Weltmeisterschaft 2009 durch.
Bei den Olympischen Winterspielen 2018 und den Winter-Paralympics 2018 in Pyeongchang wurden in Yongpyong die technischen Bewerbe im Ski Alpin ausgetragen, also Slalom und Riesenslalom sowie der erstmalige Mannschaftswettbewerb. Bereits bei den erfolglosen Kandidaturen für die Olympischen Winterspiele 2010 und 2014 stand der Einbezug Yongpyongs fest. Im rund 30 Fahrminuten entfernten Jeongseon Alpine Centre wurden die alpinen Speeddisziplinen, also Abfahrt, Super-G und die Alpine Kombination, ausgetragen.

## Fernsehserien
Einige Szenen der Dramaserien Winter Sonata (2002) von KBS und That Winter, the Wind Blows (2013) von SBS wurden im Resort gedreht. Für letztere wurde eine Bildgeschichte für das Modemagazin High Cut mit den Hauptdarstellern Jo In-sung und Song Hye-kyo veröffentlicht.